# 11066 Sigurd
11066 Sigurd eller 1992 CC1 är en asteroid i huvudbältet som upptäcktes den 9 februari 1992 av det amerikanska astronom paret Eugene M. och Carolyn S. Shoemaker vid Palomar-observatoriet. Den är uppkallad efter Sigurd Fafnesbane i den nordiska mytologin.
Asteroiden har en diameter på ungefär 2 kilometer och den tillhör asteroidgruppen Apollo.